# Sinodolichos
Sinodolichos är ett släkte av ärtväxter. Sinodolichos ingår i familjen ärtväxter.
Kladogram enligt Catalogue of Life:
| Sinodolichos | \| \| Sinodolichos lagopus \| \| \| \| \| \| Sinodolichos oxyphyllus \| \| \| \| |
|              | \| \| Sinodolichos lagopus \| \| \| \| \| \| Sinodolichos oxyphyllus \| \| \| \| |
|              | Sinodolichos lagopus                                                             |
|              |                                                                                  |
|              | Sinodolichos oxyphyllus                                                          |
|              |                                                                                  |